# Paolo Rossi (calciatore 1879)
Paolo Rossi (Chiavari, 20 aprile 1879 – Genova, 3 gennaio 1944) è stato un calciatore italiano, di ruolo difensore.

## Carriera
Visse la sua intera carriera calcistica tra le file del Genoa, giocandovi, comprese le stagioni di inattività, dal 1900 al 1906.
Il suo esordio con il Genoa è datato 7 aprile 1900, nella vittoria per sette a zero contro la Sampierdarenese. Nella stessa stagione Rossi ed il suo club conquistarono la vittoria del campionato, battendo in finale il Torinese. La stagione seguente Rossi ed il Genoa incapparono in una sconfitta nella finale di campionato contro il Milan.
Ottenne in seguito un trittico di vittorie consecutive nelle stagioni 1902, 1903 e 1904.
Lasciata momentaneamente l'attività agonistica nel 1905, tornò a giocare nel 1906.

### La maglia del Genoa
Nel novembre del 1900, insieme ai soci Giovanni Bocciardo e Edoardo Pasteur, propose di cambiare i colori delle maglie e proprio lui fu incaricato di scegliere i nuovi colori. Rossi propose il granata ed il blu scuro, a cui si oppose un altro socio, Howard Passadoro, che propose una divisa blu con i bordi bianchi.
Le due proposte furono messe ai voti e la mozione di Rossi vinse per cinque voti a quattro.

## Palmarès

### Calciatore

#### Club

##### Competizioni nazionali
- Campionato italiano: 4

Genoa: 1900, 1902, 1903, 1904